# 滿仲勸
滿仲勸（日语：／ Mitsunaka Susumu，1980年6月10日—），為日本動畫師、動畫導演。動畫工房出身。已婚。

## 参加作品

### 電視動畫
- 精靈寶可夢 (1997-2002年動畫)（1997年、動畫）
- 星之卡比（2001-2003年、原畫）
- G-On Riders（日语：G-onらいだーす）（2002年、原畫）
- 五九戰記（日语：アソボット戦記五九）（2002-2003年、原畫）
- L/R -Licensed by Royal-（日语：L/R -Licensed by Royal-）（2003年、原畫）
- 妄想科學美少女（2003年、原畫）
- 鋼之鍊金術師（2003-2004年、原畫）
- 青出於藍（2003-2004年、原畫）
- 惑星奇航（2003-2004年、原畫）
- 絢爛舞踏祭 The Mars Daybreak（2004年、原畫）
- BECK（2004年、原畫）
- 舞-HiME（2004-2005年、原畫）
- Keroro軍曹 第1、2、3、4、5、6、7輯（2004-2010年、劇本・分鏡・演出・作畫監督・作畫監修・作畫監修補・客角設計・原畫・OP原畫・ED原畫）
- 麟光之翼（2005-2006年、原畫）
- BLACK LAGOON（2006年、原畫）
- 王牌投手 振臂高揮（2007年、作畫監督補・動作作畫監督補佐・原畫・OP原畫）
- Code Geass 反叛的魯路修 R2（2008年、原畫）
- 藥師寺涼子怪奇事件簿（2008年、演出・原畫作監補佐・原畫）
- 鋼鐵新娘（2008年、原畫）
- 王牌投手 振臂高揮〜夏季大會篇〜（2010年、動作作畫監督・作畫監督輔佐・OP動作作畫監督・劇本・分鏡・演出・原畫・ED原畫・第二原畫）[2]
- 侵略！花枝娘（2010年、劇本・分鏡・演出・原畫・ED原畫〈12話〉・第二原畫）
- 亞斯塔蘿黛的後宮玩具（2011年、OP原畫）
- 召喚惡魔（2011年、劇本・分鏡・ED分鏡〈10話〉・演出・原畫・ED原畫〈10話〉）
- 白兔糖（2011年、分鏡・演出・原畫）
- 侵略！？花枝娘（2011年、劇本・分鏡・演出）
- 花牌情緣（2011-2012年、原畫）
- Campione 弒神者！（2012年、副導演・分鏡・演出・原畫・第二原畫）[3]
- Q弟偵探因幡（2012年、導演・劇本・分鏡・演出・OP分鏡・OP演出）[4]
- 召喚惡魔Z（2013年、分鏡・演出・原畫）
- 銀狐（2013年、原畫）
- 排球少年！！（2014年、導演・動作作畫監督・分鏡・演出・原畫・OP分鏡・OP演出）[5]
- 純潔的瑪利亞（2015年、原畫）
- 排球少年！！第二季（2015-2016年、導演・劇本・分鏡・演出・OP分鏡・OP演出）[5]
- 火影忍者疾風傳（2016年、OP原畫）
- 排球少年！！烏野高中VS白鳥澤學園高中（2016年、導演、劇本、分鏡、原畫）[5]
- 舞動青春（2017年、分镜）
- 咕嚕咕嚕魔法陣 (2017年版)（2017年、分镜・演出）
- 雷頓神秘偵探社 ～卡特莉的解謎事件簿～（2018年、導演、分鏡、OP1分鏡、OP2分鏡）[6]
- 後空翻少年！！（2021年、分鏡）
- 名偵探柯南（2021年、原畫）

### OVA
- 魔法少女隊 THE ADVENTURE（2007年、原畫）
- 重金搖滾雙面人DMC（2008年、原畫）
- COBRA THE ANIMATION COBRA THE Psychogun（2008-2009年、原畫）
- 召喚惡魔 星史篇（2010年、原畫）
- 召喚惡魔 路西法篇（2012年、分鏡・演出）
- 排球少年！！列夫登場！（2015年、導演）[5]
- 排球少年！！「VS不及格」（2016年、導演）[5]
- 排球少年！！「特集！赌在春高排球上的青春」（2017年、導演）[5]

### 動畫電影
- 星際牛仔（2001年、動畫）
- 劇場版∀高達II 月光蝶（2002年、動畫）
- 帕盧姆之樹（2002年、動畫）
- 電影 犬夜叉 紅蓮的蓬萊島（2004年、動畫）
- 超劇場版 Keroro軍曹（2006年、作監協力・原畫）
- 勇者物語（2006年、原畫）
- 惡童（2006年、原畫）
- 超劇場版 Keroro軍曹 2 深海的公主（2007年、作畫監督・原畫）
- 超劇場版 Keroro軍曹 3 Keroro VS Keroro 天空大決戰（2008年、作畫監督・原畫）
- Genius Party Beyond（日语：ジーニアス・パーティ#ジーニアス・パーティ・ビヨンド）（2008年、原畫）
- 超劇場版 Keroro軍曹 4 逆襲的龍勇士（2009年、作畫監督・原畫）
- 超劇場版 Keroro軍曹 5 誕生！究極Keroro奇蹟的時空之島！！（2010年、作畫監督補佐）
- 歡迎來到宇宙劇場（2010年、作畫監督補佐）
- 給小桃的信（2012年、原畫）
- 排球少年！！結束與開始（2015年、導演）[5]
- 排球少年！！勝利者與失敗者（2015年、導演）[5]
- 瑪麗與魔女之花（2017年、原畫）[7]
- 排球少年！！才能與感受力（2017年、導演）[8]
- 排球少年！！觀念之戰（2017年、導演）[8]
- 劇場版 Fate/Grand Order -神聖圓桌領域卡美洛- 後篇 Paladin; Agateram（2021年、分鏡）
- 鹿王 尤娜與約定之旅（2022年、原畫）
- 名偵探柯南：萬聖節的新娘（2022年、導演、分鏡、演出、原畫）
- 蒼鷺與少年（2023年、原畫）
- 劇場版 排球少年！！ 垃圾場的決戰（2024年、導演）

### 遊戲
- 雷頓教授與最後的時間旅行（2008年、原畫）
- 雷頓教授與魔神之笛（2009年、原畫）
- 雷頓的神秘之旅（2017年、動畫導演）[9]

## 外部連結
- Susumu Mitsunaka在互联网电影资料库（IMDb）上的資料（英文）
- 滿仲勸的X（前Twitter）